# Depresiunea Loviștei
Depresiunea Loviștei este o depresiune intercarpatică.

Panoramic în Depresiunea Loviştei